# Wiseguy
Wiseguy ist ein Buch, das der Autor Nicholas Pileggi 1986 über das Leben des Gangsters Henry Hill geschrieben hat. Auf Grundlage des Buchs wurde der Film GoodFellas – Drei Jahrzehnte in der Mafia von Martin Scorsese gedreht, welcher später eine Oscarnominierung als Bester Film erhielt.

## Handlung
Henry Hill wird 1980 ins Zeugenschutzprogramm aufgenommen und legt ein umfassendes Geständnis ab. Er beschreibt seine Herkunft im New Yorker Stadtteil Brownsville. Sein irischstämmiger Vater, Henry Hill Sr., arbeitete als Elektriker, seine Mutter Carmella stammte aus Sizilien. Hill hatte sieben Geschwister und wuchs in armen Verhältnissen auf. Sein Vater schlug ihn regelmäßig, da er seinen Frust gern an der Familie ausließ. Schon früh war Hill vom Leben der lokalen Gangster fasziniert. Jeder im Stadtteil wusste, wer zu einer Bande gehörte und entsprechend wurden die Gangster „respektiert“. Hill stellte rückblickend fest:

„Solange ich mich erinnern kann, wollte ich Gangster werden“

- ein Satz, mit dem Scorsese später seinen berühmten Film beginnen lässt.
Paul Vario, Caporegime in der New Yorker Mafiabande „Lucchese-Familie“, beherrscht den Stadtteil und Hill beginnt bei dessen Bruder als Laufbursche zu arbeiten. Zunächst übte er legale Jobs in der Pizzeria und am Taxistand aus; er wird nach einer Weile auch für illegale Geschäfte eingespannt. Hill verkauft illegal Zigaretten, stiftet auf Befehl Brände und schlägt nachts Scheiben ein. Er verlässt die Schule und arbeitet nur noch für die Mafia. Als Teenager verdient er bald mehr als die meisten Erwachsenen im Viertel. Bald lernt er den Gangster James Burke kennen, der ihn zum Gangster "ausbildet". Zu den späteren Freunden gehört auch der Killer Thomas DeSimone, den Hill seinerseits ausbildet.
Hill geht 1960 zur US-Armee und erzielt dort mit illegalen Geschäften einen Nebenverdienst. Als er nach Hause zurückkehrt, geht er weiter den illegalen Geschäften im Dienst Varios nach. Hill kann als Halb-Ire nicht Vollmitglied der Mafia werden, ist jedoch respektierter „Assoziierter“. Hill beschreibt seine Heirat mit der jüdischen Oberschichtfrau Karen und seine außerehelichen Affären. Karen merkt erst vom Gangster-Beruf ihres Mannes, als sie sich schon in ihn verliebt hat und sie akzeptiert diese Art von Leben mehr oder weniger. Ernsthafte Verfolgung durch die Strafjustiz hat Hill nicht zu befürchten. Korrupte Polizisten, Staatsanwälte und Richter verhindern immer wieder, dass Hill wirklich zur Rechenschaft gezogen wird. Zum kriminellen Alltag Hills gehört neben bewaffneten Raubüberfällen auf Lastwagenfahrer auch der Zigarettenhandel, Schutzgelderpressung und gelegentlich Folter zum Zwecke der Einschüchterung. Die Lucchese-Bande hat beste Beziehungen zu Mitarbeitern des Idlewild-Flughafens (das war der spätere John F. Kennedy International Airport). Dort schaffen die Gangster es, mittels Bestechung, Bedrohung oder auch dem Erlassen von Spielschulden immer wieder Komplizen zu gewinnen und Sachwerte und Geld zu entwenden. Hill erinnert sich und beschreibt den Flughafen als „besser als die Citibank“. 1967 landet Hill einen großen Coup: Er raubt die Air France aus und erbeutet ca. 400.000 Dollar. Er entrichtet Tribut an Paul Vario und kann sich einen luxuriösen Lebensstil leisten. 1970 wird er nicht nur Zeuge der Ermordung eines Mitgliedes der Gambino-Familie, er leistet auch Beihilfe, was die Beseitigung der Leiche angeht. Das gegenseitige Ermorden und Verschwindenlassen der Leichen ist innerhalb der Mafia-Gesellschaft Alltag. Für Hills Freund Jimmy Burke ist das Morden etwas Selbstverständliches und Hill schätzt, dass er mindestens 55 Menschen auf dem Gewissen hat.
Ein Gefängnisaufenthalt Hills wird von diesem genutzt, um in den Drogenhandel einzusteigen. Durch Verbindungsmänner in Pittsburgh baut er ein florierendes Geschäft auf. Als er jedoch aus dem Gefängnis entlassen wird, verbietet ihm Paul Vario den weiteren Handel. Hill geht das Risiko ein, diesen Befehl zu ignorieren und macht weiter. Dies führt schließlich dazu, dass Drogenfahnder ihn festnehmen und ihm 25 Jahre Haft androhen. Durch die Festnahme erfährt Vario von Hills Geschäften und Hill ist davon überzeugt, dass seine ehemaligen Freunde ihn beseitigen lassen wollen. Er taucht mit Karen unter und beschließt, gegen seine ehemaligen Kollegen auszusagen. Er zeigt keine Reue für sein Verbrecherleben und bedauert nur, dass er nicht mehr das aufregende Leben eines Gangsters führen kann. Ernüchtert zieht er Bilanz: 

„Ich bin ein durchschnittlicher Niemand. Ich werde den Rest meines Lebens wie irgendein Trottel verbringen.“

Jahre später wird Martin Scorses den Film Goodfellas mit ebendiesem Satz enden lassen.
Hill beschreibt unter anderem auch den Lufthansa-Raub aus dem Jahre 1978 und die anschließende Mordserie an den Beteiligten dieses Verbrechens. Sein Freund James Burke hatte diesen Raub zusammen mit einem Team von Gangstern durchgeführt und dann aus Angst vor Enttarnung die meisten Beteiligten umbringen lassen. Hill selbst war nur Mitwisser des Verbrechens und hatte keinerlei Forderungen gegen Burke hinsichtlich der Beute gestellt – ein Umstand, der ihm wahrscheinlich das Leben gerettet hat.

## Schreibstil
Der Autor beschreibt Hills Leben in 22 Kapiteln und beschränkt sich dabei nicht nur auf das kriminelle Geschäft. Dabei stammen auch viele Passagen von Henry und Karen Hill selbst, die sich an ihr Leben erinnern. Erwähnenswert ist, dass Hill keinerlei Bedauern für seine Taten äußert, diese aber auch nicht rechtfertigt. Dadurch bietet das Buch einen ungeschönten und authentischen Einblick in das Alltagsleben eines Gangsters und das Ausmaß von Korruption in staatlichen Behörden.

## Begriff Wiseguy
Der Begriff „Wiseguys“ (wörtlich übersetzt: „Weise Kerle“) bezieht sich auf die Gemeinschaft der Mobster in der US-amerikanischen La Cosa Nostra. Es war der Begriff, den sich die Gangster gegenseitig gaben. Der Titel „Goodfellas“ wurde für den Film gewählt, weil bereits eine Fernsehserie mit dem Titel „Wiseguy“ erschienen war und Scorsese ein Alleinstellungsmerkmal suchte.

## Ausgaben
- Nicholas Pileggi Wiseguy, 1986, (ISBN 0-671-44734-3); deutsche Fassung: Der Mob von innen: ein Mafioso packt aus. Ullstein, Frankfurt/Main, Berlin 1989, ISBN 3-548-34606-5